# Nymphula adiantealis
Nymphula adiantealis är en fjärilsart som beskrevs av Walker 1859. Nymphula adiantealis ingår i släktet Nymphula och familjen Crambidae. Inga underarter finns listade i Catalogue of Life.